# Norfbach
Der Norfbach (auch: Norf) ist ein fast 20 Kilometer langer, südlicher und rechter Zufluss der Erft, der im nordrhein-westfälischen Rhein-Kreis Neuss verläuft. 

## Name
Der Name kommt vermutlich von „Nor Apa“, was so viel heißt wie „fließendes Wasser über Stein“, und hat sich im Laufe der Zeit über „Norpe“ zu „Norf“ entwickelt.

## Geographie

### Verlauf
Die „Quelle“ des Norfbachs befindet sich in Anstel bei Rommerskirchen auf ca. 80 Meter über dem Meeresspiegel. Dort wird er in der Nähe eines Reitgehöfts vom Gillbach künstlich gespeist, welcher selbst vom Kühlwasser des Kraftwerks Niederaußem gespeist wird. Sein ursprüngliches Quellgebiet, die Moorgebiete um den Tannenbusch und die Ortschaften Rosellerheide, Rosellen und Norf, wurde aufgrund der Grundwasserspiegelsenkung im Rahmen des Braunkohletagebaus Garzweiler trockengelegt.
Der Norfbach fließt heutzutage von seinem Quellort Anstel aus westlich des Tannenbusches vorbei an den Ortschaften Ückerath, Rosellerheide, Rosellen, Allerheiligen und Norf. Nach der Durchquerung des Neusser Stadtteils Erfttal mündet der Norfbach in die Erft, die selbst wiederum ca. zwei Kilometer weiter in den Rhein mündet.

### Zuflüsse
Zuflüsse des Norfbaches sind hauptsächlich Gräben, die Regenwasser von den Feldern ableiten. Diese sogenannten Fließe trocknen im Sommer meist aus. 
Knechtstedener Graben (rechter Quellbach, Hauptstrang), 8,4 km, 66,99 km², 412,48 l/s
- Stommelner Bach (linker Quellbach, Hauptstrang), 6,2 km, 16,82 km², 98,03 l/s
- Fliestedener Graben  (rechter Quellbach, Nebenstrang), 6,3 km, 16,18 km², 93,72 l/s
- Langschiffgraben (rechts), 1,6 km, 4,24 km², 25,93 l/s
- Eulengraben (rechts), 0,8 km, 0,48 km², 2,64 l/s
- Pletschbach (rechts), 4,1 km, 13,48 km², 84,43 l/s
- Entenpfuhlgraben (links), 1,7 km, 1,22 km², 7,08 l/s
- Stommelner Graben (linker Quellbach, Nebenstrang), 7,6 km, 15,93 km², 102,24 l/s

Norfbach
- ← Alter Hauptgraben (linke Abzweigung)
- ← Ückerather Graben (rechte Abzweigung)
- → Ückerather Graben (Rückfluss), 1,3 km, 3,22 km², 20,8 l/s
- → Alter Hauptgraben (Rückfluss), 4,6 km, 12,85 km², 77,64 l/s
- Schwarzer Graben (links), 3,0 km, 3,17 km², 20,6 l/s

## Geschichte
Die gesamte Ebene des Flusslaufes ist Teil des ehemaligen Rheinbettes und deshalb ein sehr fruchtbares Gebiet. Durch sehr hohe Grundwasserspiegel war eine weite Fläche versumpft und teilweise war das Sumpffieber weit verbreitet. Es gab äußerst viele kleine Rinnsale und Bäche, die sich aus den Moorgebieten sammelten, welche in den Norfbach mündeten.
Die größten davon waren wahrscheinlich der Rindergraben und der Schwarzbach. Es gab auch die Bezeichnung die Norfen. Damit sind vier Norfadern gemeint: Die erste Norf entspringt bei Stommeln, die zweite kommt aus dem Butzheimer Broich, die dritte Norf entsteht bei den Höveler Höfen und die vierte verläuft an Broich, Gohr und unterhalb der Falllinie der Mittelterrasse entlang.
Ab den zwanziger Jahren des 19. Jahrhunderts wurde der Wunsch immer lauter, die Moorgebiete weitgehend zu entwässern, um landwirtschaftlich nutzbare Flächen zu erhalten. Ein königlicher Beamter in Düsseldorf listet 1874 die von der Melioration betroffenen Gebiete auf (Flächenangaben original in Preußischen Morgen): Stommelner Erbenwald (735 ha), die Eule genannte Domäne im Bereich Nettesheim (41 ha), Nettesheimer-Butzheimer-Frixheimer- und Ansteler-Broiche (505 ha), Höniger Broich bei Evinghoven (152 ha), Gohrer Broich (300 ha), Nievenheimer-Straberger-Broiche (367 ha), Roseller Broich (101 ha), Norfer Broich (7 ha). Dies entspricht einer Gesamtfläche von 22,1 km². Von 1845 bis zum Sommer 1847 wurde der Hauptgraben zwischen Norf und Knechtsteden hergestellt, bis 1849 folgten die Nebengräben in diesem Bereich und auch das letzte Stück bis zur Erft. Der Hauptgraben hat dabei an seinem Beginn eine Breite von ca. einem Meter, die sich bis zur Mündung in die Erft auf ca. 2,5 m ausdehnt. Die Nebengräben sind im Schnitt 1,5 m breit. Auch die größeren Bäche wurden befestigt. Später wurden auch anliegende Baggerseen mit Überlaufkanälen an den Norfbach angeschlossen, um ihn in Hochwasserfällen als Ablauf nutzen zu können. Zwischen 1923 und 1925 wurde auch der Nettesheim-Butzheimer Gemeindebruch mit einem Graben an den Norfbach angeschlossen. Dies führte allerdings zu einer Versumpfung des Geländes nahe Rosellen.
Mit dem Beginn der Tagebauarbeiten sank der Grundwasserspiegel so stark, dass nahezu alle Quellen versiegten und die Artenvielfalt in den Gebieten rund um den Tannenbusch und den Knechtstedener Busch enorm abnahm. Selbst der Norfbach versiegte fast komplett und stellte eine sehr starke Geruchsbelästigung dar, da teilweise noch ungeklärte Abwässer in ihn eingeleitet wurden.
Die Anlieger des Norfbachs gründeten im Jahr 1860 die Meliorationsgesellschaft „Norf-Stommeler Brücher“, später „Norf-Stommeler Bruchverband“ genannt.

## Aktuelle Situation
Zurzeit ist die RWE Power AG (ehemals Rheinbraun AG) dazu verpflichtet, eine bestimmte Menge Wasser in den Norfbach künstlich einzuleiten.
Die künstliche Bewässerung nicht nur des Norfbaches, sondern auch anderer Feuchtgebiete in der Umgebung bewirkte eine deutliche Erhöhung der Biodiversität in den bewässerten Gebieten. Teilweise wurden einige Bewässerungen auch aufgrund von Anwohnerbeschwerden wieder eingestellt.
Im Bereich zwischen der Bebauungsgrenze im Süden bis zum Bahnhof Norf sind entlang des Weges am Norfbach 17 Tafeln mit Gedichten des Heimatdichters Ludwig Soumagne aufgestellt. Der Weg wird deshalb auch Ludwig-Soumagne-Weg genannt.